# Teoria dei modelli
La teoria dei modelli è una branca della matematica, e più precisamente della logica, che affronta lo studio generalizzato del concetto di modello, in riferimento alle relazioni tra varie strutture ed in particolare alla soddisfacibilità di date teorie.

## Linguaggio
In teoria dei modelli, per linguaggio (o talvolta vocabolario, o segnatura) si intende l'insieme di simboli tramite i quali una teoria è definita, o che una struttura interpreta. Teorie e linguaggi aventi linguaggio {\displaystyle \tau } si dicono spesso rispettivamente {\displaystyle \tau }-teorie e {\displaystyle \tau }-linguaggi.
Tipicamente (nel caso di teorie e modelli del primo ordine), un linguaggio è costituito da:
- simboli di relazione
- (eventualmente) simboli di funzione
- costanti (che possono essere viste come funzioni 0-arie).

Ad esempio, la teoria dei gruppi si esprime in un linguaggio contenente un simbolo di funzione binaria, un simbolo di funzione unaria, ed una costante solitamente {\displaystyle +,-,0}, oppure {\displaystyle \cdot ,{}^{-1},1}.
Il linguaggio della teoria dei grafi orientati comprende sempre un solo simbolo (qui rappresentato come {\displaystyle E}, che in questo caso è di relazione binaria ({\displaystyle E(x,y)} significherà "c'è un arco da {\displaystyle x} a {\displaystyle y}"). La teoria dei grafi orientati non prevede alcun assioma ed è caratterizzata semplicemente dal suo linguaggio, per cui qualsiasi teoria avente nel suo linguaggio almeno un simbolo di relazione binaria si può considerare un caso particolare della teoria dei grafi orientati. La teoria dei grafi non orientati richiede che {\displaystyle E} sia una relazione irriflessiva e simmetrica.

## Modelli e soddisfacibilità
Sia dato un linguaggio {\displaystyle \tau =\{R_{1},R_{2}\dots ,f_{1},f_{2}\dots ,c_{1},c_{2}\dots \}} ed una teoria {\displaystyle T} nel linguaggio τ (ovvero un insieme con fissate interpretazioni dei simboli in τ); si dice che la struttura {\displaystyle (A,{R_{1}}^{A},{R_{2}}^{A}\dots ,{f_{1}}^{A},{f_{2}}^{A}\dots ,{c_{1}}^{A},{c_{2}}^{A}\dots )} che interpreta il linguaggio τ soddisfa {\displaystyle T} (o che la verifica, o equivalentemente che ne è un modello) se ogni funzione {\displaystyle \varphi } di {\displaystyle T} è vera in {\displaystyle A} dopo avere sostituito ad ogni simbolo la sua interpretazione.
Ovviamente, se è vera ogni formula di {\displaystyle T}, saranno vere anche le formule che è possibile derivarne.

## Modelli finiti e classi elementari
Dato un linguaggio {\displaystyle \tau } ed una {\displaystyle \tau }-teoria {\displaystyle T}, si indica con {\displaystyle Mod(T)} la classe delle strutture che verificano {\displaystyle T} e con {\displaystyle Mod_{fin}(T)} il sottoinsieme di quelle finite (formalmente: aventi dominio finito).
Data una qualsiasi classe {\displaystyle K} di {\displaystyle \tau }-strutture finite chiusa per omomorfismo, esiste una teoria {\displaystyle T} tale che {\displaystyle K=Mod_{fin}(T)}. Questo si evince facilmente dal fatto che per ogni struttura finita {\displaystyle A} è possibile trovare una formula {\displaystyle \phi _{A}} che descrive univocamente {\displaystyle A} (tale cioè che per ogni struttura {\displaystyle B} si ha {\displaystyle B\vDash \phi _{A}\leftrightarrow B\cong A}), e la teoria
{\displaystyle T{\stackrel {def}{=}}\{\phi _{A}|A\in K\}}
verifica ovviamente {\displaystyle K=Mod_{fin}(T)}.
Se una tale {\displaystyle T} è finita, {\displaystyle K} si dice elementare. Una classe elementare può essere individuata da una singola formula:
{\displaystyle \phi _{T}=\bigwedge _{\psi \in T}\psi }.
Viceversa, una classe descrivibile con una sola formula è evidentemente elementare.